# Mickey's Magical Christmas: Snowed in at the House of Mouse
Mickey's Magical Christmas: Snowed in at the House of Mouse (bra: O Natal Mágico do Mickey - Nevou na Casa do Mickey; prt: Natal Mágico do Mickey: Nevou na Casa do Mickey) é um filme de animação estadunidense de 2001, dirigido por Tony Craig, Roberts Gannaway e Rick Schneider para a Walt Disney Pictures e a Walt Disney Television Animation. 

## Enredo
Depois de uma alegre noite de Natal na casa do Mickey, uma terrível tempestade de neve impede seus amigos de ir pra casa. Para passar o tempo, eles resolvem fazer um chocolate quente e assar biscoitos, para depois assistir aos filmes prediletos da Minnie, mas só o Pato Donald não entra no espírito da festa e fica zangado com o mau tempo.